# Anpachi, Gifu
Anpachi (安八町 Anpachi-chō) là thị trấn thuộc huyện Anpachi, tỉnh Gifu, Nhật Bản. Tính đến ngày 1 tháng 10 năm 2020, dân số ước tính thị trấn là 14.355 người và mật độ dân số là 790 người/km2. Tổng diện tích thị trấn là 18,16& km2.

## Địa lý

### Đô thị lân cận
- Gifu
  - Ōgaki
  - Hashima
  - Mizuho

## Giao thông

### Cao tốc/Xa lộ
- Cao tốc Meishin
- Quốc lộ 21